# Síndrome do segundo sistema
A síndrome do segundo sistema, síndroma do segundo sistema ou efeito do segundo sistema (do inglês "second-system syndrome" ou "second-system effect") é a tendência de sistemas pequenos, elegantes, e bem-sucedidos serem sucedidos por sistemas sobre-engenhados e inchados, devido a expectativas infladas e excesso de confiança.
A frase foi usada pela primeira vez por Fred Brooks em seu livro The Mythical Man-Month. Ele descreveu o pulo de um simples conjunto de sistemas operacionais na série IBM 700/7000 para a série OS/360.